# ГЕС Саріяр Хасан Полаткар
ГЕС Саріяр Хасан Полаткар (Sarıyar Hasan Polatkan) — гідроелектростанція на північному заході Туреччини. Знаходячись між ГЕС Каргі (вище по течії) та ГЕС Gökçekaya, входить до складу каскаду на річці Сакар'я, яка впадає до Чорного моря за сотню кілометрів на захід від Зонгулдака.
В межах проекту річку перекрили бетонною гравітаційною греблею висотою 108 метрів (від фундаменту, висота від дна річки — 80 метрів), довжиною 257 метрів та товщиною по гребеню 7 метрів, яка потребувала 568 тис. м3 матеріалу. Вона утримує витягнуте по долині річки на 63 км водосховище з площею поверхні 83 км2 та об'ємом 1699 млн м3 (корисний об'єм 942 млн м3), в якому припустиме коливання рівня у операційному режимі між позначками 462 та 475 метрів НРМ.
Зі сховища у північному напрямку прокладений дериваційний тунель довжиною 0,95 км з діаметром 8 метрів, котрий доправляє ресурс до наземного машинного залу. При цьому оскільки між греблею та залом річка описує вигнуту на схід дугу, відстань між цими пунктами по природному руслу становить 3,6 км. В системі також працює запобіжний балансувальний резервуар висотою 47 метрів з діаметром 28 метрів.
Основне обладнання станції становлять чотири турбіни типу Френсіс потужністю по 40 МВт, які при напорі від 54 до 93 метрів повинні забезпечувати виробництво 300 млн кВт-год електроенергії на рік.
Видача продукції відбувається по ЛЕП, розрахованій на роботу під напругою 154 кВ.